# Bischofsweg (Meißen–Stolpen)
Der Bischofsweg ist eine Altstraße in Sachsen, die von Meißen über Dresden nach Stolpen führte.

## Verlauf

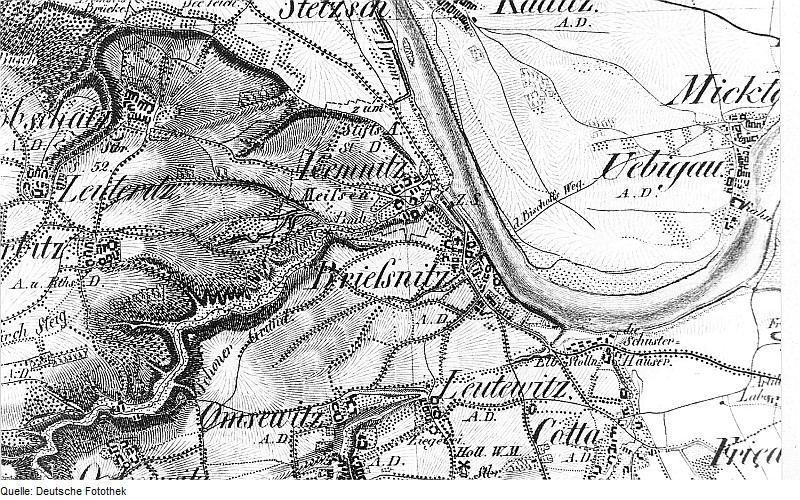
Der „Bischoffs Weg“ zwischen Briesnitz und Mickten auf der Oberreitschen Karte, frühes 19. Jahrhundert

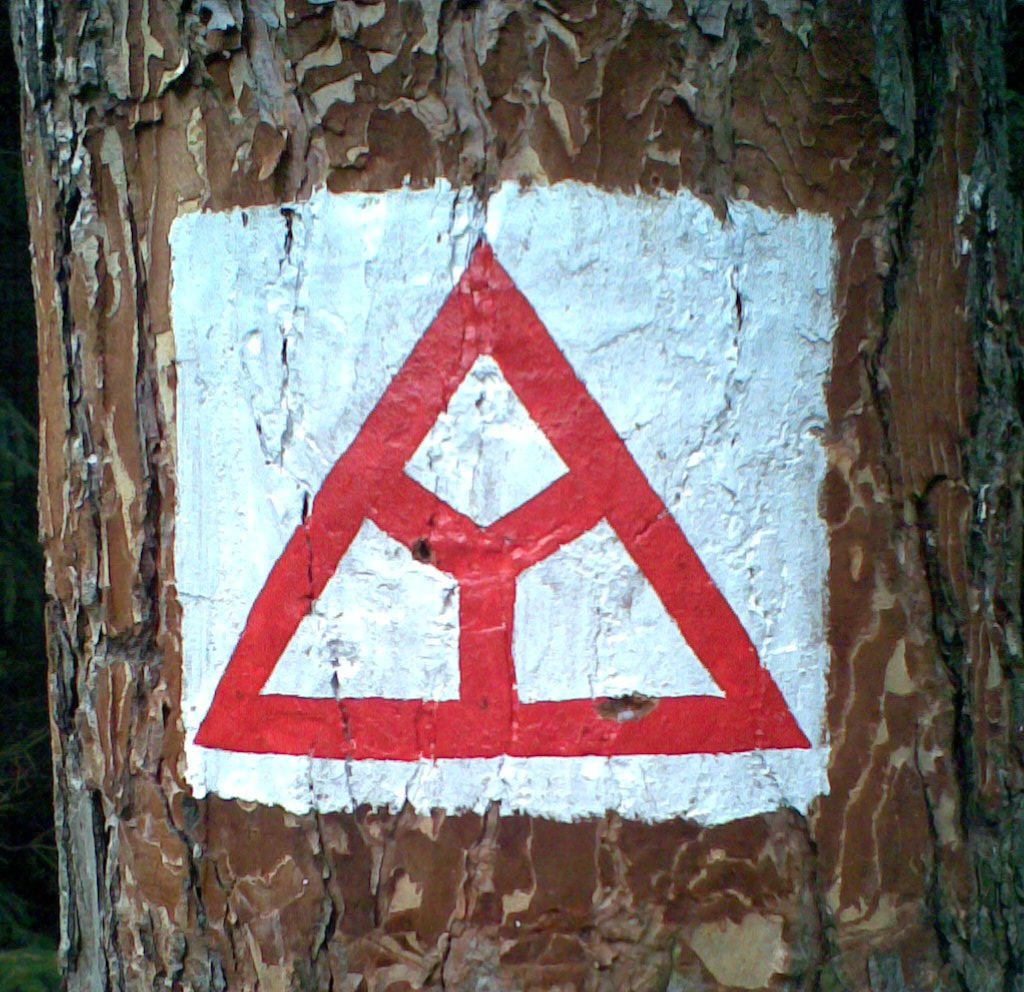
Historisches Wegzeichen des Bischofswegs in der Dresdner Heide

Der Bischofsweg wurde größtenteils als Höhenweg angelegt, um die feuchten Niederungen der Elbe zu umgehen. Vom Bischofssitz mit dem Meißner Dom aus führte der Weg zunächst auf linkselbischer Seite in südöstlicher Richtung durch das Meißner Hochland. Bis Klipphausen gab es zwei mögliche Trassen. Die östliche Route verlief über Bockwen, Reichenbach, Reppnitz, Naustadt und Röhrsdorf nach Klipphausen, die westliche erreichte den Ort über Spittewitz, Riemsdorf, Ullendorf und Sora. Ab Klipphausen führte der Bischofsweg über Sachsdorf, Hühndorf, Brabschütz und Merbitz hinab in den Elbtalkessel. In Briesnitz, wo am Borngraben noch bis etwa 1930 der zum Elbufer führende Hohlweg vorhanden war, durchquerte der Weg die Elbe im Zuge der „Eisernen Furt“.
Auf rechter Elbseite, die der Bischofsweg unmittelbar oberhalb der heutigen Kläranlage Dresden-Kaditz erreichte, verlief er weiter in Ost-West-Richtung, quer durch das jetzige nördliche Stadtgebiet Dresdens. Er folgte entlang der Scharfenberger Straße der Flurgrenze von Übigau und Mickten und weiter dem rechten Elbufer zwischen Altmickten und dem späteren Ballhaus Watzke. Der Bischofsweg tangierte östlich der heutigen Leipziger Straße die Ortskerne von Pieschen und Neudorf und verlief etwa im Bereich von Konkordien-, Kunz- und Fritz-Reuter-Straße. Ab dem heutigen Bischofsplatz trägt die Straße auch gegenwärtig noch den Namen Bischofsweg und ist eine wichtige Hauptstraße im Dresdner Stadtteil Äußere Neustadt. Weiter führte der Weg über den Alaunplatz in Richtung Jägerstraße zur Furt „Drey Stegen“, wo er die Prießnitz querte.
Seine Fortsetzung im Bereich der Radeberger Vorstadt bis hin zum Jägerpark ist größtenteils überbaut, aber noch an einigen Grundstücksgrenzen zu erkennen. Am Schotengrund in Höhe Schloss Albrechtsberg traf er auf die Bautzner Straße, um dieser über Bühlau und Weißig zum Karswald zu folgen. Von Rossendorf führte er weiter über Wilschdorf nach Stolpen. Zwischenzeitlich wurde auch eine nördlichere Variante genutzt. Sie verlief durch die Dresdner Heide über die nach alten Wegzeichen benannten Wege „Hämmerchen“, „Doppel-E“ und „HG-Weg“ zur „Breiten Furt“, wo der Bischofsweg erneut die Prießnitz zu queren hatte. Dieser Abschnitt ist heute nur noch bruchstückhaft erhalten. Ab der Furt hieß der Weg nach seinem vermutlich eine Bischofsmütze darstellenden Zeichen volkstümlich „Hakschar“. In Ullersdorf verließ er das Heidegebiet und zog über Kleinerkmannsdorf, wo er nach wie vor Bischofsweg heißt, weiter südostwärts. Ein weiteres Teilstück verlief von der Massenei östlich an Fischbach vorbei über Rennersdorf-Neudörfel nach Stolpen.

## Geschichte
Um 1218 gelangte der Meißner Bischof Bruno II. von Porstendorf an das Lehen Stolpen. Die Burg Stolpen ist 40 Kilometer von der Albrechtsburg entfernt, weshalb eine möglichst direkte Verbindung zwischen beiden angelegt wurde. Der so entstandene Bischofsweg diente den Meißner Bischöfen zur Erhaltung der Vorherrschaft über ihre Besitztümer und des Kontakts zu denselben sowie zum Abtransport von deren Abgaben. Die Bischöfe nutzten die vorhandenen Befestigungen wie in Stolpen als zeitweiligen Wohn- und Herrschaftssitz.
Zuerst gab es eine Trasse ab Dresden nach Göda („Nordtrasse“), die Verbindung nach Stolpen ist dementsprechend die „Südtrasse“. Überlieferungen zufolge soll schon Bischof Benno von Meißen bei Briesnitz die Elbe durchquert haben, wenn er auf dem Weg nach Göda war. Anzunehmen ist, dass der Weg von Meißen über Briesnitz in die Lausitz bereits zur Gründung des Meißner Hochstiftes bestanden hat. Auch eine durchgängig rechtselbische Variante des Bischofsweges ab Meißen ist denkbar. So gab es im Radebeuler Stadtteil Zitzschewig (Hohenhaus) sowie zwischen Serkowitz und Kaditz bischöfliche Weingüter. Wahrscheinlich bildete der Bischofsweg mit dem Augustusweg ein gemeinsames Wegesystem.
Besonders die Strecke nach Stolpen war im Verlauf der Jahrhunderte mehreren Änderungen unterworfen. So erfolgte vermutlich im Zuge der kurfürstlichen Straßenordnung von 1462 eine Trennung des städtisch-weltlichen Wagenverkehrs und des kirchlichen Verkehrs. Ersterer war auf dem Weg zwischen Franken und der Lausitz über Bischofswerda und Altendresden vorgeschrieben und folgte somit weiter der Bautzner, damals noch Stolpischen Straße. Der Bischofsweg musste diese Strecke fortan umständlich nördlich auf der beschriebenen Alternativstrecke durch die Dresdner Heide umgehen. Allerdings erhielten die Bischöfe ein alleiniges Nutzungsrecht für den Abschnitt von Briesnitz bis durch die Dresdner Heide. Diese Trennungen und Sonderrechte wurden nach der Reformation aufgehoben. Ab 1559 unterstand Stolpen nicht mehr den Meißner Bischöfen, weshalb die Verbindung für sie bedeutungslos wurde. Einzelne Abschnitte sind bis in die Gegenwart als Bischofsweg bekannt, insbesondere im Dresdner Stadtgebiet blieb der ursprüngliche Verlauf jedoch nur bruchstückhaft erhalten.